# Oratorio del Santissimo Sacramento al Tritone
Het Oratorio del Santissimo Sacramento al Tritone (Nederlands:Oratorium van het Allerheiligst Sacrament) is een rooms-katholieke kerk in Rome. 
De naam en wijding van de kerk zijn recentelijk gewijzigd in Oratorio dell'Angelo Custode (Oratorium van de beschermengel), naar de afgebroken Kerk van de Beschermengel die vlakbij stond.
De kerk staat aan het Piazza Poli in de wijk Trevi, langs de Via del Tritone. 

## Geschiedenis
De eerste kerk werd tussen 1576 en 1596 gebouwd  door het Aartsbroederschap van het Allerheiligst Sacrament van de nabijgelegen kerk van Santa Maria in Via. Dit gebouw werd in 1681 gerestaureerd door Carlo Rainaldi. Tussen 1726 en 1730 werd de kerk geheel herbouwd in barokke stijl door Domenico Gregorini. Het bestond toen uit het centrale kerkgebouw met vleugels aan de linker- en rechterzijde. Bij de bouw van de Via del Tritone werd in 1897 de rechtervleugel afgebroken. Delen van de linkervleugel zijn mogelijk ingebouwd in het aanpalende pand.

## Het gebouw
De voorgevel heeft twee verdiepingen en heeft een golvend profiel. Het ontwerp werd eerder toegeschreven aan Rainaldi, die in de stijl van Borromini werkte, maar het wordt nu beschouwd als onderdeel van de herbouw van Gregorini. De beelden boven het gebroken pediment stellen de christelijke deugden Geloof en Hoop voor. Ze werden gemaakt door Paolo Benaglia.
Het interieur van de kerk heeft een eenvoudige rechthoekige vorm met afgeronde hoeken. Een ondiepe nis dient als apsis voor het hoogaltaar. Op het plafond is een echt lijkende koepel geschilderd met gebruik van de trompe-l'oeil-techniek. De muren en plafond zijn rijkelijk versierd met fresco's, die in 1867 werden geschilderd door Luigi Martinori. Aan de achtergevel bevinden zich aan weerszijden van de apsis twee cantoria, kleine uit de muur stekende podia, waar solozangers kunnen zingen.
Het altaarstuk is een groot schilderij van de Heilige Familie. Het werd ten tijde van de herbouw in de 18e eeuw geschilderd door Francesco Trevisani
De kerk is tot op heden in gebruik bij het broederschap en is bijna dagelijks open voor bezoekers.

## Bron
- Churches of Rome - Oratorio del Santissimo Sacramento al Tritone